# Plectoptera pygmaea
Plectoptera pygmaea är en kackerlacksart som först beskrevs av Palisot de Beauvois 1805.  Plectoptera pygmaea ingår i släktet Plectoptera och familjen småkackerlackor. Inga underarter finns listade i Catalogue of Life.